# Drapelul Bahrainului
Drapelul Bahrainului (în arabă علم البحرين, romanizat: ʿalam al-Baḥrayn) este drapelul național al Bahrainului și este format dintr-o bandă albă în stânga, separată de o zonă roșie în dreapta prin cinci triunghiuri care servesc drept linie zimțată. Cele cinci triunghiuri albe simbolizează cei cinci piloni ai islamului. Uneori este confundat cu steagul Qatarului, dar respectivul steag este maro, are 9 puncte (vârfuri) și, în mod normal, are un raport lungime/lățime mult mai mare.

## Design
Culoarea albă cuprinde 13⁄40 (32,5%) din suprafața drapelului, în timp ce culoarea roșie cuprinde 27⁄40 (67,5%) din suprafață.

### Culori
Specificația de culoare este roșu: Pantone 186 c / CMYK (%) C 0 - M 90 - Y 80 - K 5
| Schema de culori | Alb         | Roșu      |
| ---------------- | ----------- | --------- |
| Pantone          | Alb         | 186 C     |
| RAL              | 9016        | 3028      |
| CMYK             | 0-0-0-0     | 0-90-80-5 |
| HEX              | #FFFFFF     | #F21731   |
| RGB              | 255-255-255 | 242-23-49 |

### Fișa de construcție
|                                  |
| Fișa de construcție a drapelului |

## Utilizare
Drapelul este folosit pe uscat și pe mare ca steag național, civil și de război. În 2002, Regele Bahrainului, Hamad bin Isa al Khalifa, a emis Decretul de lege nr. 4 pentru 2002, care se referea la steag:
- Articolul I: Drapelul Regatului Bahrainului are o formă dreptunghiulară și este împărțit în două secțiuni principale: prima de culoare roșie și cealaltă de culoare albă.
- Articolul II: Regele va avea propriul său steag, pentru care se va emite un ordin regal pentru a stabili forma, măsurile și locurile acestuia.
- Articolul III: Drapelul Regatului Bahrain va fi arborat la Curtea Regală, pe palate, clădiri guvernamentale, instituții publice, ambasade, birouri ale Bahrainului în străinătate și nave ale Bahrainului.
- Articolul IV: Fiecare navă care nu este din Bahrain și care intră în apele teritoriale ale Regatului Bahrain trebuie să arboreze drapelul Regatului și trebuie să mențină drapelul arborat până când părăsește apele teritoriale ale Regatului.
- Articolul V: Drapelul va fi arborat pe clădirile guvernamentale și pe instituțiile publice în timpul sărbătorilor și ocaziilor publice, de la răsăritul până la apusul soarelui.
- Articolul VI: Drapelul Regatului Bahrainului nu va fi arborat pe vehicule, cu excepția vehiculelor oficiale de protocol.
- Articolul VII: Drapelul Regatului Bahrain va fi arborat la jumătatea de catarg în timpul doliului.
- Articolul VIII: Steagul Regatului Bahrain nu se utilizează în scopuri comerciale.
- Articolul IX: În cazul în care drapelul este utilizat în alt mod decât cel prevăzut în legea de mai sus, se aplică o pedeapsă de maximum o lună de închisoare sau o amendă de maximum 100 de dinari sau ambele.[1]

### Alte steaguri

Drapelul Regal
Drapelul Forțelor de Apărare a Bahrainului
Drapelul Marinei din Bahrain
Drapelul Forțelor Aeriene din Bahrain
Drapelul Armatei Bahrainului
Drapelul Gărzii Regale a Bahrainului
Drapelul Serviciilor Medicale Regale din cadrul Forțelor de Apărare ale Bahrainului
Drapelul Gărzii Naționale din Bahrain

## Drapelele Guvernoratelor

Capitala
Muharraq
Nord
Sud

### Foste Guvernorate

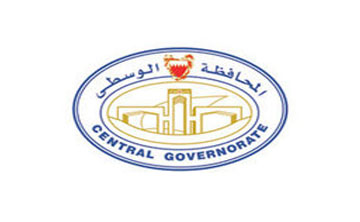
Central

## Istorie
Primele steaguri cunoscute ale Bahrainului erau de culoare roșie. În 1820, Bahrainul a semnat un tratat maritim general cu Imperiul Britanic și, ca urmare, o dungă albă a fost adăugată la steag pentru a face cunoscut tratatul și pentru a-l distinge de steagurile folosite în mod obișnuit de pirați. În 1932, o margine zimțată a fost adăugată la steag pentru a-l diferenția de cele ale vecinilor săi.
Inițial, steagul avea douăzeci și opt de puncte (vârfuri) albe, dar numărul acestora a fost redus la opt în 1972. La 14 februarie 2002, numărul a fost redus din nou, la cinci, astfel încât fiecare dintre puncte să reprezinte unul dintre cei cinci piloni ai islamului.
|                                            |
| 1:3 Drapel utilizat din 1783 până în 1820. |

|                                            |
| 1:3 Drapel utilizat din 1820 până în 1932. |

|                                        |
| Drapel utilizat din 1932 până în 1972. |

|                                            |
| 3:5 Drapel utilizat din 1972 până în 2002. |